# Topologia algebrica
La topologia algebrica è una branca della matematica che applica gli strumenti dell'algebra astratta per studiare gli spazi topologici.

## Il metodo degli invarianti algebrici
L'intento è prendere degli spazi topologici e categorizzarli o classificarli ulteriormente. Un vecchio nome per questo campo era topologia combinatoria, che comportava un'enfasi su come uno spazio X era costruito da spazi più semplici. Il metodo fondamentale ora applicato nella topologia algebrica è l'indagine degli spazi mediante gli invarianti algebrici, mappati ad esempio su gruppi, dotati di una struttura molto maneggevole ma che rispetta la relazione di omeomorfismo fra spazi.
Le due strade principali che si possono seguire sono l'uso dei gruppi fondamentali, o più in generale della teoria delle omotopie, oppure l'uso dei gruppi di omologia e coomologia. I gruppi fondamentali forniscono informazioni essenziali sulla struttura di uno spazio topologico, ma sono spesso non abeliani e può essere difficile lavorare con essi. Il gruppo fondamentale di un complesso simpliciale (finito) ha una presentazione finita.
I gruppi di omologia e coomologia, d'altra parte, sono abeliani e in molti casi importanti finitamente generati. I gruppi abeliani finitamente generati sono completamente classificati e particolarmente semplici da usare.

## Risultati in omologia
Molti risultati utili seguono immediatamente dall'uso dei gruppi abeliani finitamente generati. Il rango libero dell'n-esimo gruppo di omologia di un complesso simpliciale è uguale al numero di Betti n-esimo, così si può usare il gruppo di omologia di un complesso simpliciale per calcolare la sua caratteristica di Eulero. Come altro esempio, il gruppo integrale di coomologia a dimensione più alta di una varietà chiusa rileva la orientabilità: questo gruppo è isomorfo a 0 oppure agli interi, a seconda che la varietà sia orientabile o no. Quindi, molta dell'informazione sulla topologia è codificata nell'omologia di un dato spazio topologico.
Oltre all'omologia simpliciale, definita solo per i complessi simpliciali, si può usare la struttura differenziale delle varietà differenziabili mediante la coomologia di de Rham, oppure la coomologia di fascio (o di Čech) per indagare la solubilità delle equazioni differenziali definite sulla varietà in questione. De Rham ha mostrato che tutti questi approcci sono correlati e che, per una varietà chiusa e orientata, i numeri di Betti derivati mediante l'omologia simpliciale sono gli stessi di quelli derivati attraverso la coomologia di de Rham. 

## Collocazione nella teoria delle categorie
In generale, tutte le costruzioni della topologia algebrica sono funtoriali: la nozione di categoria, funtore e trasformazione naturale hanno origine da qui. I gruppi fondamentali, i gruppi di omologia e coomologia non solo sono invarianti dello spazio topologico sottostante, nel senso che due spazi topologici omeomorfi hanno lo stesso gruppo associato; una mappa continua fra gli spazi induce un omomorfismo di gruppo sui gruppi associati, e questi omomorfismi possono essere usati per mostrare la non esistenza (o, molto più profondamente, l'esistenza) delle mappe.

## I problemi della topologia algebrica
Le applicazioni classiche della topologia algebrica includono:
- Il teorema del punto fisso di Brouwer: ogni mappa continua dall'n-disco unitario su sé stesso ha un punto fisso.
- La n-sfera ammette un campo vettoriale unitario non nullo se e solo se n è dispari. (Per n=2, è talvolta chiamato teorema della sfera pelosa.)
- Il teorema di Borsuk-Ulam: ogni mappa continua dalla n-sfera all'n-spazio euclideo identifica almeno un paio di punti antipodali.
- Ogni sottogruppo di un gruppo libero è libero. Questo risultato è abbastanza interessante, perché l'affermazione è puramente algebrica ma la dimostrazione più semplice è topologica. Vale a dire, ogni gruppo libero G può essere considerato come il gruppo fondamentale di un grafo X. Il teorema principale sugli spazi di copertura ci dice che ogni sottogruppo H di G è il gruppo fondamentale di un qualche spazio di copertura Y di X; ma ogni Y è ancora un grafo. Quindi il suo gruppo fondamentale H è libero.

Il più celebre problema geometrico in topologia algebrica è probabilmente la congettura di Poincaré, rimasta aperta per un secolo e quindi risolta da Grigori Perelman. Il campo della teoria delle omotopie contiene molti problemi aperti, il più famoso dei quali è il modo corretto di descrivere il gruppo di omotopia delle sfere.